# Mughiphantes johannislupi
Mughiphantes johannislupi là một loài nhện trong họ Linyphiidae.
Loài này thuộc chi Mughiphantes. Mughiphantes johannislupi được J. Denis miêu tả năm 1953.